# Schutzkorps

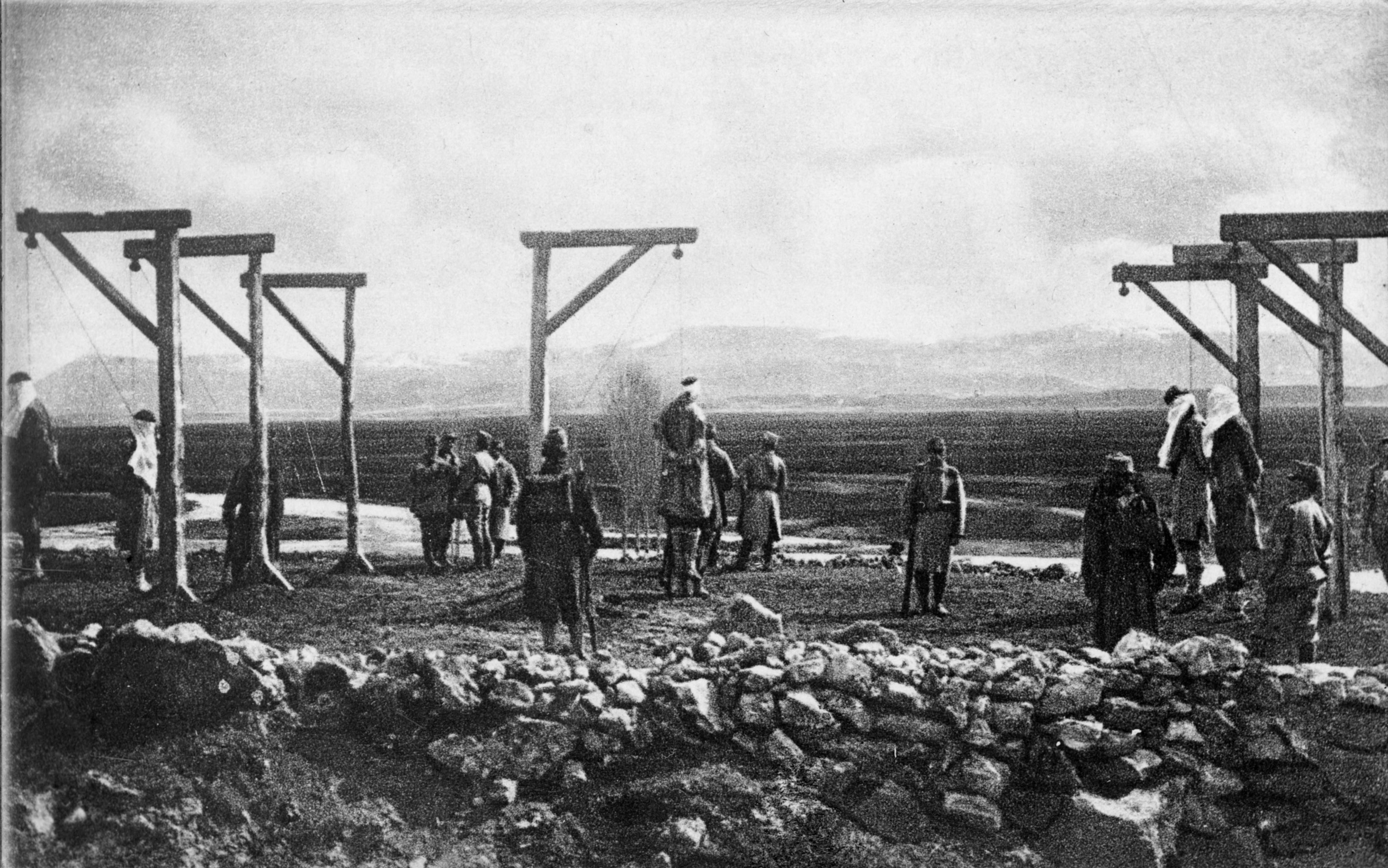
Enforcamento de sérvios em Trebinje, Herzegovina, por autoridades austro-húngaras.

Schutzkorps (em servo-croata:  Šuckor; lit. "Corpo de proteção") foi uma milícia voluntária auxiliar estabelecida pelas autoridades da Áustria-Hungria na nova província anexada da Bósnia e Herzegovina para rastrear a oposição dos sérvios bósnios (membros dos Chetniks e Komiti). Foi predominantemente recrutado entre a população bósnia e foi conhecido por sua participação na perseguição dos sérvios. Eles abordaram particularmente as áreas populacionais sérvias da Bósnia-Herzegovina.
O papel de Schutzkorps é um ponto de debate. A perseguição dos sérvios realizada pelas autoridades austro-húngaras foi a primeira incidência de "limpeza étnica" ativa na Bósnia e Herzegovina.